# Barry Gifford
Pour les articles homonymes, voir Gifford.
 (septembre 2018).
Si vous disposez d'ouvrages ou d'articles de référence ou si vous connaissez des sites web de qualité traitant du thème abordé ici, merci de compléter l'article en donnant les références utiles à sa vérifiabilité et en les liant à la section « Notes et références ».
Œuvres principales
- Série Sailor et Lula

Barry Gifford est un écrivain, romancier, poète et scénariste américain né le 18 octobre 1946 à Chicago (Illinois). Il est principalement connu pour la saga Sailor et Lula, dont le premier volet a été adapté au cinéma par David Lynch et récompensé par la Palme d'or du Festival de Cannes 1990.

## Biographie
Barry Gifford naît le 18 octobre 1946 Chicago dans l'Illinois d'Adolph Gifford, pharmacien, et Dorothy Colby, mannequin. Il grandit entre Chicago, Tampa et Key West en Floride, suivant les déplacements de son père qui travaille pour la pègre. Son père meurt alors qu'il a douze ans. Après de courtes études, il s'engage dans l'armée puis s'oriente vers l'écriture. Il exerce divers métiers (marin, vendeur, journaliste…) avant de rencontrer le succès, d'abord comme poète puis comme écrivain. Dans le roman The Phantom Father: A Memoir, publié chez Rivages en 1997 sous le titre Le Père fantôme, Barry Gifford mêle fiction et souvenirs et raconte la relation qui le liait à son père.
En 1990, il écrit le roman Wild at Heart : The Story of Sailor and Lula, C'est le premier roman de la série Sailor and Lula. David Lynch l'adapte la même année et réalise le film Wild at Heart qui obtient la Palme d'or à Cannes.
Barry Gifford obtient alors une reconnaissance mondiale. En parallèle à sa carrière d'auteur, il devient scénariste et travaille avec David Lynch sur la mini-série Hotel Room en 1993 puis sur le scénario du film Lost Highway en 1997. Il participe à l'adaptation de son roman 59° and Raining: The Story of Perdita Durango pour Álex de la Iglesia qui le tourne sous le titre Perdita Durango en 1997. Il collabore avec Matt Dillon pour l'écriture du film City of Ghosts en 2002.
En France, Barry Gifford est d'abord publié dans la collection Rivages/Noir ou l'on trouve l'intégralité de la série Sailor et Lula. Cette série, qui compte sept titres à l'origine, est publiée en France en cinq romans, l'éditeur regroupant Sailor's Holiday et Sultans of Africa (Jour de chance pour Sally en 1995) puis Consuelo's Kiss et Bad Day for the Leopard Man (Le Baiser de Consuelo en 1996). Rivages réédite également Les Carnets intimes de Francis Reeves et publie Port Tropique, Baby Cat-Face et La Légende de Marble Lesson (Arise and Walk regroupé avec Night People en 2001). En 2002, Gallimard publie dans la Série noire Sinaloa Story puis le roman pour la jeunesse Wyoming dans la collection « Haute Enfance ». À partir de 2009, Barry Gifford intègre le catalogue de la maison d'édition 13e Note.
Critique de cinéma pour le magazine Mystery Scene de San Francisco, il publie dans le recueil Out of the Past: Adventures in Film Noir (Pendez-moi haut et court … et autres chroniques sur le film noir) une sélection de chroniques et avis sur le cinéma noir.
En 2012, il participe à l'adaptation de son roman Le Père fantôme (The Phantom Father: A Memoir) par le réalisateur roumain Lucian Georgescu intitulée Tatal Fantoma et dans laquelle il joue.

## Publications

### Romans

#### SérieSailor and Lula
- Wild at Heart: The Story of Sailor and Lula (1990) Publié en français sous le titre Sailor et Lula, Paris, Rivages/Noir no 107, 1991.
- 59° and Raining: The Story of Perdita Durango (1991) Publié en français sous le titre Perdita Durango, Paris, Rivages/Noir no 140, 1992.
- Sailor's Holiday (1991) Publié en français sous le titre Jour de chance pour Sailor, Paris, Rivages/Noir no 210, 1995.
- Sultans of Africa Publié en français sous le titre Les Sultans d'Afrique, publié avec Jour de chance pour Sailor, Paris, Rivages/Noir no 210, 1995.
- Consuelo's Kiss Publié en français sous le titre Le Baiser de Consuelo, publié avec Rude journée pour l'homme-léopard, Paris, Rivages/Noir no 253, 1996.
- Bad Day for the Leopard Man Publié en français sous le titre Rude journée pour l'homme-léopard, Paris, Rivages/Noir no 253, 1996.
- Imagination of the Heart (2007) Publié en français sous le titre L'Imagination du cœur, Paris, Rivages/Noir no 731, 2009.

#### Autres romans
- Landscape With Traveler: The Pillow Book of Francis Reeves (1980) Publié en français sous le titre Les Carnets intimes de Francis Reeves, Paris, Presses de la Renaissance, 1983, réédition sous le titre Paysage avec voyageur, Paris, Rivages, Bibliothèque étrangère no 133, 1994.
- Port Tropique (1980) Publié en français sous le titre Port Tropique, Paris, Rivages/Noir no 68, 1989.
- Francis Goes to the Seashore (1982)
- Unfortunate Woman (1983)
- A Good Man to Know (1992)
- Arise and Walk (1994) Publié en français sous le titre La Légende de Marble Lesson, Paris, Rivages/Noir no 387, 2001.
- Baby Cat-Face (1995) Publié en français sous le titre Baby Cat Face, Paris, Rivages/Thriller, 1999.
- The Sinaloa Story (1998) Publié en français sous le titre Sinaola Story, Paris, Série noire no 2643, 2002.
- Wyoming (2000) Publié en français sous le titre Wyoming, Paris, Gallimard, Haute Enfance, 2002.
- The Stars Above Veracruz (2006) Publié en français sous le titre Véracruz sous les étoiles, Paris, 13e Note, 2011.
- Memories from a Sinking Ship (2007)
- Sad stories of the Death of Kings Publié en français sous le titre Une éducation américaine, Paris, 13e Note, 2010.

### Essais et recueils de nouvelles
- A Boy's Novel (1973)
- Kerouac's Town, photographies de Marshall Clements (1973)
- The Devil Thumbs a Ride and Other Unforgettable Films (1988), traduction de Pierre Bondil sous le titre Pendez-moi haut et court… et autres chronique sur le film noir.
- New Mysteries of Paris (1991)
- Night People (1992) Publié en français sous le titre La Légende de Marble Lesson, Paris, Rivages/Noir no 387, 2001.
- My Last Martini (2000)
- American Falls: The Collected Short Stories (2002) Publié en français sous le titre American Falls, Paris, 13e Note, 2009.
- Rosa Blanca (2003)
- Do the Blind Dream? (2005) Publié en français sous le titre Les aveugles font-ils des rêves ?, Paris, éd. Cahiers du cinéma, Littérature et cinéma, 2005.
- The Roy Stories (2013)
- Trois récits, La Nouvelle Revue française, janvier 2010, n° 592
- (en) The Cuban Club: Stories, Seven Stories Press, 2017

### Documentaires, articles et mémoires
- Barry Gifford et Lawrence Lee (trad. de l'anglais par Brice Matthieussent), Les Vies parallèles de Jack Kerouac [« Jack's Book: An Oral Biography of Jack Kerouac »], Paris, Éditions Rivages, coll. « Bibliothèque étrangère » (no 81), 1993 (1re éd. 1978), 470 p. (ISBN 978-2-08-121810-9)
- Saroyan: A Biography, avec Lawrence Lee (1984)
- Day at the Races: The Education of a Racetracker
- The Devil Thumbs a Ride and Other Unforgettable Films (1999)
- The Neighborhood of Baseball: A Personal History of the Chicago Cubs
- The Phantom Father: A Memoir (1997) Publié en français sous le titre Le Père fantôme, Paris, Rivages, Écrits noirs, 1998.
- Lost Highway : scénario (1997) Publié en français sous le titre Lost Highway, Paris, Rivages, Petite bibliothèque des Cahiers du cinéma, 2001.
- Out of the Past: Adventures in Film Noir (2000) Publié en français sous le titre Pendez-moi haut et court … et autres chroniques sur le film noir, Paris, Rivages, Petite bibliothèque des Cahiers du cinéma, 1998.
- Bordertown (2002)
- The Rooster Trapped in the Reptile Room: A Barry Gifford Reader (2003)
- Read 'em and Weep (2004)

### Poésie
- The Blood of the Parade (1967)
- Coyote Tantras (1973)
- Persimmons: Poems for Paintings (1976)
- The Boy You Have Always Loved (1976)
- A Quinzaine in Return for a Portrait of Mary Sun (1977)
- Lives of the French Impressionist Painters (1978)
- Horse Hauling Timber out of Hokkaido Forest (1979)
- Beautiful Phantoms: Selected Poems 1968-1980 (1981)
- Giotto's Circle (1987)
- Ghosts No Horse Can Carry: Collected Poems 1967-1987 (1989)
- Flaubert at Key West (1994)
- Replies to Wang Wei
- Back in America (2004)
- Imagining Paradise: New and Selected Poems (2012)

## Adaptations

### Bande-dessinée
- Perdita Durango (1995) d'après le roman éponyme, avec Scott Gillis (dessin) et Bob Callahan (adaptation). Publié en français sous le titre Perdita Durango, Actes Sud, Néon Littérature, 1999.

### Au cinéma
- 1990 : Sailor et Lula (Wild at Heart), film américain de David Lynch, d'après le roman Sailor et Lula ;
- 1997 : Perdita Durango, film américano-mexicano-espagnol d'Álex de la Iglesia, d'après le roman Perdita Durango (59° and Raining : The Story of Perdita Durango)
- 2012 : Tatal Fantoma (The Phantom Father), film roumain de Lucian Georgescu, d'après le roman Le Père fantôme (The Phantom Father: A Memoir)

### Scénariste

#### Au cinéma
- 1997 : Lost Highway de David Lynch
- 1997 : Perdita Durango d'Álex de la Iglesia
- 2002 : City of Ghosts de Matt Dillon
- 2016 : You Can't Win de Robinson Devor
- 2016 : Nelson Algren Live d'Oscar Bucher

#### À la télévision
- 1993 : Hotel Room, épisodes Blackout et Tricks de David Lynch

## Acteur
- 2012 : Tatal Fantoma (The Phantom Father) de Lucian Georgescu : Jack

## Distinctions
- prix Bracanti-Zafferana 1993 pour la diffusion de la culture italienne dans le monde[réf. nécessaire]